# درهووله
درهووله (به چکی: Drhovle) یک منطقهٔ مسکونی در جمهوری چک است که در ناحیه پیسک واقع شده‌است. درهووله ۲۳٫۲۵ کیلومتر مربع مساحت و ۴۹۵ نفر جمعیت دارد و ۴۵۶ متر بالاتر از سطح دریا واقع شده‌است.